# 남한산성 행궁
남한산성 행궁(南漢山城 行宮)은 대한민국 경기도 광주시 남한산성면, 남한산성에 있는 조선시대의 궁궐이다. 2007년 6월 8일 대한민국의 사적 제480호로 지정되었다. 문화재 관리기관은 경기도지사이다.

## 개요
남한산성 행궁은 정무시설은 물론 다른 행궁에 없는 종묘사직 위패 봉안 건물을 갖추고 있는 것이 특징으로 조선시대 행궁제도를 살필 수 있는 중요한 유적으로 역사적·학술적 가치가 크다.
또한 역사적으로 한번도 함락되지 않은 대외 항전의 전적지로서 최고의 수준에 달하는 우리나라 성곽 축조기술을 보여주는 남한산성(사적 제57호)과 역사를 함께하고 있는 행궁은 1999년부터 발굴조사를 실시하여 상궐, 좌전이 복원되었으며, 일부 건물지에서 초대형 기와 등 다량의 유물이 출토된 중요한 유적이다.

## 행궁
광주 행궁, 남한산성 행궁이라 불리는 행궁은 1626년 6월 총융사 이서의 계책에 따라 완성된 것이다. 조선 시대의 남한행궁은 유사시 왕이 피난할 수 있도록 준비된 예비 궁궐이었다. 1636년(인조 14) 병자호란 당시 임금이 머물며 항전한 역사의 현장인 중요한 문화유산으로 정무시설은 물론 종묘사직 위패 봉안 건물(좌전)을 갖췄다. 전란시 도성의 기능을 할 수 있도록 구조를 갖춘 남한산성 행궁은 상궐, 하궐, 좌전, 인화관 등 전체 320여 칸에 이르렀으며 한때 광주부 읍치로서 기능을 하였으나 일제시대와 6.25전쟁 등으로 대부분의 건물과 시설물이 파괴되었다.1998년부터 학술 및 발굴조사를 토대로 복원정비사업을 진행하여 상궐, 좌전 등 행궁의 주요 건물들이 원래의 모습으로 복원되었다.

## 발굴조사
남한산성의 행궁에 대한 발굴조사가 1999년부터 한국토지공사 박물관에 의해서 시행되었다. 2007년까지 총 8차에 걸친 조사에서, 신라 시대 대형 건물터가 발견되었다. 통일신라 시대 대형 건물터는 동서 약 18m, 남북 53.5m 총 290평의 매우 큰 규모로, 안학궁의 외전이 정면 11칸 49m, 측면 4칸 16.3m로 약 242평이라는 것에 비추어 생각해 보면 굉장한 규모임을 알 수가 있다. 건물의 규모로 인해 궁궐로 쓰였을 것이라는 의견이 있으나, 두꺼운 벽과 방충을 위한 시설이 갖추어진 건물의 구조를 볼 때 대체로 창고로 쓰였을 것이라는 의견이다. 같이 발견된 기와는 크기가 매우 큰데 무게가 보통의 기와의 4배가 넘어 암기와는 한 장이 약 19kg이고, 숫키와는 약 15kg이나 된다. 이것은 조선 시대의 중기와가 약 4 kg, 3.3kg인 것에 비하면 상당한 무게이다.

## 같이 보기
- 남한산성

## 참고 자료
- 남한산성 행궁 - 국가유산청 국가유산포털